# 2-chloorpropeen
2-chloorpropeen is een vluchtige, zeer licht ontvlambare vloeistof, lichter dan en onoplosbaar in water. Het kookpunt ligt dicht bij de standaard omgevingstemperatuur; ze wordt gewoonlijk gekoeld bewaard bij 2 tot 8 °C onder een inertgasatmosfeer. De damp is zwaarder dan lucht. De stof is irriterend voor ogen en ademhalingsorganen.
2-chloorpropeen is structureel afgeleid van propeen door het waterstofatoom van het middenste koolstofatoom te vervangen door een chlooratoom. Het is een isomeer van 1-chloorpropeen en 3-chloorpropeen (allylchloride).

## Synthese
2-chloorpropeen kan bereid worden door een elektrofiele additie van zoutzuur aan propyn. Volgens de regel van Markovnikov zal bij deze reactie het chlooratoom bij voorkeur gebonden worden aan het middenste koolstofatoom, omdat dat met het minste waterstofatomen is verbonden, zodat 2-chloorpropeen het voornaamste reactieproduct is.
2-chloorpropeen ontstaat ook als bijproduct in de productie van allylchloride, uitgaande van propeen.

## Toepassingen
2-chloorpropeen is een vinylverbinding en kan gemakkelijk polymeriseren. Ze wordt gebruikt als co-monomeer voor polymeren in combinatie met bijvoorbeeld vinylchloride.
Verder is het een intermediaire stof voor andere verbindingen, zoals:
- carbonylering, dit is de reactie met koolstofmonoxide en een alcohol, levert acrylaatesters; bijvoorbeeld met methanol verkrijgt men methylmethacrylaat.[3]
- 1,2,3-trichloorpropeen, dat een tussenproduct is voor de synthese van sommige pesticiden.[4]
- 1,1,1,3,3-pentachloorbutaan, door reactie met koolstoftetrachloride.[5] 1,1,1,3,3-pentachloorbutaan kan verder gefluoreerd worden tot 1,1,1,3,3-pentafluorbutaan.